# Ecocídio
Ecocídio é uma expressão que pode ser usada para fazer referência a qualquer destruição em larga escala do meio ambiente ou à sobre-exploração de recursos não-renováveis. O termo foi também usado em relação aos danos ambientais devidos à guerra, como por exemplo o uso de desfolhantes na Guerra do Vietname. Ecocida é também um termo utilizado para uma substância que dizima espécies num ecossistema o suficiente para desestabilizar a sua estrutura e função. Uma exemplo pode ser uma alta concentração de um pesticida no meio ambiente devido a um derrame.
O teórico e ativista ambiental Patrick Hossay acredita que a espécie humana está a cometer ecocídio, por via dos efeitos da civilização industrial no ambiente global. Muito do movimento ambientalista moderno pega neste conceito como um preceito. Críticos do ecocídio normalmente dizem que os impactos causados pelos humanos não são suficientemente sérios a ponto de ameaçar a habilidade da Terra para suportar vida complexa.
Uma outra definição de ecocídio é aquela em que um organismo destrói outros ecossistemas que o dele próprio (exemplo: cancro). Por exemplo, pode ser dito que durante o Pré-Câmbrico, as cianobactérias cometeram ecocídio sobre a ecologia prevalecente, através da libertação de oxigénio no meio ambiente. Organismo para os quais o oxigénio era venenoso desapareceram, enquanto que as algas e outros organismos adaptaram-se.
De acordo com esta interpretação, a espécie humana pode estar a cometer ecocídio em vários sistemas ecológicos à volta do mundo, mas a destruição destes ecossistemas menores não tem impacto material na sobrevivência humana. Sob este ponto de vista, o ecocídio pode ser estetica e moralmente reprovável, mas não material e economicamente.
No coração do conceito de ecocídio estão questões práticas e morais: está a atividade humana a destruir sistemas ecológicos que suportam a sua própria sobrevivência?
A escocesa Polly Higgins destacou-se na luta para transformar o crime de ecocídio em crime internacional contra a paz.

## Crime contra a Humanidade
Em setembro de 2016 o Tribunal Penal Internacional (TPI) reconheceu o ecocídio como crime contra a Humanidade.